# Gli assassini sono tra noi
Gli assassini sono tra noi (Die Mörder sind unter uns) è un film del 1946 diretto da Wolfgang Staudte.

## Trama
Liberata dopo un periodo di prigionia, Susanne torna in una Berlino in macerie ma trova il suo appartamento occupato dal dottor Martens, che non pratica più la sua professione ma passa le serate nei bar a bere. La ragazza è disposta a condividere con lui l'appartamento e, inizialmente, la convivenza sembra anche funzionare tanto da far nascere un affetto che presto diventa amore. Purtroppo il passato di lui impedisce alla coppia di vivere serenamente. La situazione precipita quando Hans torna a frequentare l'industriale Bruckner, durante la guerra suo superiore. 
Nonostante si dimostri un abile imprenditore e un padre amorevole, in realtà durante la guerra Bruckner è stato uno spietato comandante che non ha esitato a ordinare l'uccisione degli abitanti di un villaggio polacco occupato. Hans, che non comprende tale decisione, ne rimane talmente turbato da non riuscire più a sopportare le richieste di aiuto da chiunque.
Hans crede che solo uccidento il suo superiore potrà forse trovare la pace ma, all'ultimo momento, viene raggiunto da Susanne che lo dissuade dal compiere il suo gesto e lo accompagna invece alla polizia per denunciare l'uomo.

## Produzione
Si tratta del primo film girato a Berlino dopo la fine della guerra e che tratta il tema della denazificazione. Se gli Stati Uniti pensavano di creare una nuova sensibilità facendo conoscere la realtà americana attraverso il cinema di Hollywood, i sovietici invece crearono la DEFA, uno studio cinematografico proprio a Babelsberg.
Il regista aveva chiesto a tutti gli alleati i permessi per realizzare il film, ma solo i sovietici risposero positivamente chiedendo però la modifica del finale.
L'attrice Hildegard Knef con questo film ottenne il suo primo ruolo da protagonista dopo diverse brevi apparizioni in numerose pellicole. L'anno seguente venne premiata al Festival di Locarno, diventando la prima diva internazionale della Germania del dopoguerra.